# Salvelinus
Genre
Salvelinus est un genre de poissons de la famille des Salmonidae.

## Liste des espèces
- Salvelinus agassizii (Garman, 1885).
- Salvelinus albus Glubokovsky, 1977.
- Salvelinus alpinus (Linnaeus, 1758) - omble chevalier.
- Salvelinus anaktuvukensis Morrow, 1973.
- Salvelinus andriashevi Berg, 1948.
- Salvelinus boganidae Berg, 1926.
- Salvelinus colii (Günther, 1863).
- Salvelinus confluentus (Suckley, 1859). (omble à tête plate)
- Salvelinus curilus (Pallas, 1814).
- Salvelinus czerskii Drjagin in Berg, 1932.
- Salvelinus drjagini Logashev, 1940.
- Salvelinus elgyticus Viktorovsky et Glubokovsky in Viktorovsky et al., 1981.
- Salvelinus fimbriatus Regan, 1908.
- Salvelinus fontinalis (Mitchill, 1814) - omble de fontaine, saumon de fontaine ou truite mouchetée (Canada).
- Salvelinus gracillimus Regan, 1909.
- Salvelinus grayi (Günther, 1862).
- Salvelinus gritzenkoi Vasil'eva et Stygar, 2000.
- Salvelinus inframundus Regan, 1909.
- Salvelinus jacuticus Borisov, 1935.
- Salvelinus killinensis (Günther, 1866).
- Salvelinus krogiusae Glubokovsky, Frolov, Efremov, Ribnikova et Katugin, 1993.
- Salvelinus kronocius Viktorovsky, 1978.
- Salvelinus kuznetzovi Taranetz, 1933.
- Salvelinus leucomaenis (Pallas, 1814).
- Salvelinus levanidovi Chereshnev, Skopets et Gudkov, 1989.
- Salvelinus lonsdalii Regan, 1909.
- Salvelinus mallochi Regan, 1909.
- Salvelinus malma (Walbaum in Artedi, 1792).
- Salvelinus maxillaris Regan, 1909.
- Salvelinus murta (Saemundsson, 1909).
- Salvelinus namaycush (Walbaum in Artedi, 1792) - Cristivomer, touladi, truite grise (Canada).
- Salvelinus neiva Taranetz, 1933.
- Salvelinus neocomensis Freyhof, Kottelat, 2005
- Salvelinus obtusus Regan, 1908.
- Salvelinus perisii (Günther, 1865).
- Salvelinus profundus (Schillinger, 1901).
- Salvelinus scharffi Regan, 1908.
- Salvelinus schmidti Viktorovsky, 1978.
- Salvelinus struanensis (Maitland, 1881).
- Salvelinus taimyricus Mikhin in Berg, 1949.
- Salvelinus taranetzi Kaganowsky, 1955.
- Salvelinus thingvallensis (Saemundsson, 1909).
- Salvelinus tolmachoffi Berg, 1926.
- Salvelinus trevelyani Regan, 1908.
- Salvelinus umbla (Linnaeus, 1758).
- Salvelinus willoughbii (Günther, 1862).
- Salvelinus youngeri Friend, 1956.